# Jack Stacey
Jack William Stacey (Bracknell, Inglaterra, Reino Unido, 6 de abril de 1996) es un futbolista inglés. Juega de defensa y su equipo es el Norwich City F. C. de la EFL Championship inglesa.

## Trayectoria

### Reading
Comenzó su carrera en las inferiores del Reading a los ocho años. Firmó su primer contrato profesional con el club el 10 de diciembre de 2013. Debutó con el primer equipo del Reading el 16 de agosto de 2014 en la victoria por 1-0 en casa sobre el Ipswich Town. Renovó su contrato con el club el 19 de octubre de 2015.
Fue enviado a préstamo al Barnet de la League Two el 23 de noviembre de 2015, y el 24 de marzo de 2016 se fue a préstamo al Carlisle United hasta el término de la temporada 2015-16.
Al año siguiente fue enviado a préstamo al Exeter City de la League Two el 31 de agosto de 2016, préstamo que se extendió hasta el término de la temporada 2016-17. Logró alcanzar la final de playoffs donde su equipo perdió por 2-1 ante el Blackpool en el Estadio de Wembley.

### Luton Town
El 26 de junio de 2017 fichó por dos años por el Luton Town de la League Two.
Consiguió el ascenso a la League One al término de la temporada 2017-18 como subcampeones. Al año siguiente, el Luton Twon ganaría la League One de 2018-19, año en que fue nombrado el jugador de la temporada del club.

### AFC Bournemouth
El 8 de julio de 2019 fichó por el AFC Bournemouth que militaba en la Premier League por cuatro años.

## Estadísticas
Actualizado al último partido disputado el 3 de mayo de 2025.
| Club                             | Div.          | Temporada     | Liga  | Liga  | Copas nacionales | Copas nacionales | Total | Total |
| Club                             | Div.          | Temporada     | Part. | Goles | Part.            | Goles            | Part. | Goles |
| -------------------------------- | ------------- | ------------- | ----- | ----- | ---------------- | ---------------- | ----- | ----- |
| Reading F. C. Inglaterra         | 2.ª           | 2014-15       | 6     | 0     | 0                | 0                | 6     | 0     |
| Reading F. C. Inglaterra         | Total club    | Total club    | 6     | 0     | 0                | 0                | 6     | 0     |
| Barnet F. C. Inglaterra          | 4.ª           | 2015-16       | 2     | 0     | —                | —                | 2     | 0     |
| Barnet F. C. Inglaterra          | Total club    | Total club    | 2     | 0     | 0                | 0                | 2     | 0     |
| Carlisle United F. C. Inglaterra | 4.ª           | 2015-16       | 9     | 2     | —                | —                | 9     | 2     |
| Carlisle United F. C. Inglaterra | Total club    | Total club    | 9     | 2     | 0                | 0                | 9     | 2     |
| Exeter City F. C. Inglaterra     | 4.ª           | 2016-17       | 37    | 1     | 1                | 0                | 38    | 1     |
| Exeter City F. C. Inglaterra     | Total club    | Total club    | 37    | 1     | 1                | 0                | 38    | 1     |
| Luton Town F. C. Inglaterra      | 4.ª           | 2017-18       | 41    | 1     | 4                | 0                | 45    | 1     |
| Luton Town F. C. Inglaterra      | 3.ª           | 2018-19       | 45    | 4     | 5                | 0                | 50    | 4     |
| Luton Town F. C. Inglaterra      | Total club    | Total club    | 86    | 5     | 9                | 0                | 95    | 5     |
| AFC Bournemouth Inglaterra       | 1.ª           | 2019-20       | 19    | 0     | 1                | 0                | 20    | 0     |
| AFC Bournemouth Inglaterra       | 2.ª           | 2020-21       | 32    | 1     | 5                | 0                | 37    | 1     |
| AFC Bournemouth Inglaterra       | 2.ª           | 2021-22       | 25    | 0     | 2                | 0                | 27    | 0     |
| AFC Bournemouth Inglaterra       | 1.ª           | 2022-23       | 10    | 0     | 4                | 0                | 14    | 0     |
| AFC Bournemouth Inglaterra       | Total club    | Total club    | 86    | 1     | 12               | 0                | 98    | 1     |
| Norwich City F. C. Inglaterra    | 2.ª           | 2023-24       | 48    | 1     | 3                | 0                | 51    | 1     |
| Norwich City F. C. Inglaterra    | 2.ª           | 2024-25       | 41    | 2     | 3                | 0                | 44    | 2     |
| Norwich City F. C. Inglaterra    | Total club    | Total club    | 89    | 3     | 6                | 0                | 95    | 3     |
| Total carrera                    | Total carrera | Total carrera | 315   | 12    | 28               | 0                | 343   | 12    |
| 1. 2.                            |               |               |       |       |                  |                  |       |       |

## Palmarés

### Títulos nacionales
| Título         | Club             | País       | Año     |
| -------------- | ---------------- | ---------- | ------- |
| EFL League One | Luton Town F. C. | Inglaterra | 2018-19 |

### Distinciones individuales
| Distinción                                   | Año     |
| -------------------------------------------- | ------- |
| Jugador joven del Luton Town                 | 2017-18 |
| Mejor jugador de la temporada del Luton Town | 2018-19 |